# Niphadolepis albula
Niphadolepis albula is een vlinder uit de familie slakrupsvlinders (Limacodidae). De wetenschappelijke naam van deze soort is voor het eerst geldig gepubliceerd in 1917 door Fawcett.
De soort komt voor in tropisch Afrika.